# Камі Ріта
Камі Ріта (нар. 17 січня 1970 в селі Таме, район Солукхумбу, Непал) — непальський гірський провідник з народу шерпів, який з травня 2018 року є рекордсменом за кількістю сходжень на вершину гори Еверест. 27 травня 2025 року він піднявся на цю гору в 31-й раз, побивши власний рекорд, встановлений 22 травня 2024 року. Його батько був одним із перших професійних гідів-шерпів після того, як Еверест було відкрито для іноземних альпіністів у 1950 році. Його брат Лакпа Ріта, також гід, піднявся на Еверест 17 разів.
У 2017 році Ріта став третьою людиною, яка піднялася на вершину Евересту 21 раз, розділивши цей рекорд з Аппою Шерпою та Пхурбою Таші Шерпою (ці двоє згодом вийшли на пенсію).
16 травня 2018 року, у віці 48 років, Ріта став першою людиною в світі, яка піднялася на гору Еверест 22 рази, досягнувши рекорду за кількістю підйомів на вершину висотою 8848 метрів (29031 фут). У квітні того ж року він сказав ЗМІ, що планує піднятися на Еверест 25 разів до виходу на пенсію «не лише для себе, але й для моєї родини, всіх шерпів і моєї країни, Непалу»; 22 травня 2024 року він завершив свій 30-й підйом на Еверест.
Ріта є рекордсменом за кількістю підйомів на восьмитисячники — загалом 40. На додаток до підкорень Евересту, він також вісім разів піднявся на Чо-Ойю (2001, 2004, 2006, 2009, 2011, 2013, 2014 і 2016), і по одному разу на Лхоцзе (2011) і K2 (2014).

## Кар'єра
За словами його брата Лакпа Ріти, Камі Ріта почав працювати на Евересті в 1992 році, допомагаючи кухарю в базовому таборі. Однак в іншому звіті стверджується, що у віці 12 років він уже працював вантажником, транспортуючи спорядження до базового табору Евересту. У 24 роки він вперше побував на вершині Евересту.
У 2018 році Рита сказав журналісту, що уряд не підтримує шерпів: «Ми відомі в усьому світі. Багато іноземців знають нас, але наш уряд не дбає про нас». Він додав, що коли Анг Рита Шерпа був госпіталізований в Катманду в 2017 році після крововиливу в мозок, уряд не надав жодної підтримки. Хоча зараз альпінізм безпечніше, ніж у минулому, завдяки чудовому спорядженню та прогнозам погоди, це заняття все ще небезпечне, сказав він репортеру в 2018 році. «Розломи глибокі, а схили непередбачувані», — сказав Ріта. У звіті NPR за квітень 2018 року зазначено, що одна третина смертей на Евересті припадає на шерпів.
У 2018 році Ріта заробляв близько 10 000 доларів за кожне сходження на Еверест завдяки своєму багатому попередньому досвіду. Найвищі вершини Непалу є безпечними лише в травні, восени він проводить клієнтів на менші вершини країни.
Станом на травень 2019 року він працював у компанії Seven Summit Treks, яка займається організацією альпіністських експедицій. До 2018 року він працював в американській фірмі Alpine Ascents International. З серпня 2019 року він обіймав посаду посла бренду та головного консультанта з пригод у Himalayan Glacier Adventure and Travel Company. Він не планує йти на пенсію, поки його тіло фізично здатне витримувати скелелазіння. Ріта також є послом бренду цементу Brij Super Premium OPC, що виготовляється в Непалі.
7 травня 2021 року Ріта побив свій власний рекорд, здійснивши 25-е сходження на Еверест, і знову, у 26-те піднявся на цю гору 7 травня 2022 року, знову побивши свій власний рекорд. 17 травня 2023 року, через три дні після того, як інший шерпа Пасанг Дава теж завершив своє 26-те сходження, досягнувши його рекорду, Ріта повернув собі титул, здійснивши своє 27-ме сходження на Еверест. 22 травня 2023 року Пасанг Дава знову зрівняв рекорд, піднявшись на Еверест у 27-й раз. 23 травня Ріта піднявся на Еверест, підвищивши свій рекорд до 28 Після цього він піднявся на Еверест 12 травня 2024 року та 22 травня 2024 року, підвищивши свій рекорд до 30 сходжень..
Існує також тезко героя даної статті — ще один Камі Ріта Шерпа, який теж працює на Евересті та здіймнив своє 16-е сходження у 2017 році з командою Adventure Consultants.

## Особисте життя
Ріта народився і виріс у Теме, невеликому селі в районі Солукхумбу в Непалі, жив у великій родині в однокімнатному будинку. Теме також є батьківщиною інших відомих шерпів-альпіністів, зокрема Тенцінга Норгея, який разом із сером Едмундом Гілларі здійснив перше сходження на гору Еверест у 1953 році. У молодості Ріта думав стати ченцем і провів деякий час у монастирі Таме Дечен Чокхорлінг, але вирішив не продовжувати це покликання.
У звіті за 2018 рік зазначено, що Ріта живе в Катманду зі своєю дружиною Лакпа Джангму та двома дітьми. Він подбав про те, щоб його діти отримували освіту, щоб вони могли вибирати професію, менш небезпечну, ніж провідництво альпіністів. «Ми були неписьменними та бідними, і [тоді] не було інших засобів для виживання. Як наслідок, ми були змушені підніматися в небезпечні гори, щоб заробити на життя», — сказав він журналісту.
В інтерв'ю 2018 року Лакпа Джангму сказала, що вона хотіла, щоб її чоловік пішов з альпінізму. «Я постійно кажу йому, що ми могли б знайти іншу роботу, відкрити невеликий бізнес. Але він мене зовсім не слухає». Також вона зазначила, що їхні діти не стануть гірськими провідниками.

## Експедиції на Еверест
Хронологія сходжень:
- 13 травня 1994 : піднявся на вершину через Південне сідло і Південно-східний кряж як гірський провідник
- 1995 : досяг висоти 8500 м як гірський провідник
- 25 травня 1997 : піднявся через Південне сідло і Південно-східний кряж як альпініст
- 25 травня 1998 : піднявся на вершину через Південне сідло і Південно-східний кряж як гірський провідник
- 13 травня 1999 : піднявся на вершину через Південне сідло і Південно-східний кряж як гірський провідник
- 23 травня 2000 : піднявся на вершину через Південне сідло і Південно-східний кряж як гірський провідник
- 25 травня 2002 : піднявся на вершину через Південне сідло і Південно-східний кряж як гірський провідник
- 30 травня 2003 : піднявся на вершину через Південне сідло і Південно-східний кряж як гірський провідник
- 24 травня 2004 : піднявся на вершину через Південне сідло і Південно-східний кряж як гірський провідник
- 20 травня 2005 : піднявся на вершину через Південне сідло і Південно-східний кряж як гірський провідник
- 20 травня 2006 : піднявся на вершину через Південне сідло і Південно-східний кряж як гірський провідник
- 22 травня 2007 : піднявся на вершину через Південне сідло і Південно-східний кряж як гірський провідник
- 24 травня 2008 : піднявся на вершину через Південне сідло і Південно-східний кряж як гірський провідник
- 2009 : піднявся на вершину 5 травня у групі кріплення мотузок і 23 травня через Південне сідло і Південно-східний кряж як гірський провідник
- 2010 : піднявся на вершину 5 травня у групі кріплення мотузок і 24 травня через Південне сідло і Південно-східний кряж як гірський провідник
- 18 травня 2012 : піднявся на вершину через Південне сідло і Південно-східний кряж як гірський провідник
- 2013 : піднявся на вершину 10 травня у групі кріплення мотузок і 22 травня через Південне сідло і Південно-східний кряж як гірський провідник
- 20 травня 2016 : піднявся на вершину через Південне сідло і Південно-східний кряж як гірський провідник

- 27 травня 2017 : піднявся на вершину через Південне сідло і Південно-східний кряж як гірський провідник
- 16 травня 2018 : піднявся на вершину через Південне сідло і Південно-східний кряж як гірський провідник
- 2019 : піднявся на вершину 15 та 21 травня через Південне сідло і Південно-східний кряж як гірський провідник
- 7 травня 2021: піднявся на вершину через Південне сідло і Південно-східний кряж
- 7 травня 2022: піднявся на вершину через Південне сідло і Південно-східний кряж
- 2023: піднявся на вершину 17 і 23 травня через Південне сідло і Південно-східний кряж як гірський провідник
- 2024: піднявся на вершину 12 і 22 травня

## References
1. ↑  Benavides, Angela (21 травня 2019). Everest Summit. explorersweb.com. Процитовано 18 грудня 2022.)
2. 1 2 3  Непальський шерпа Камі Ріта підкорив Еверест у 31-й раз і вкотре побив світовий рекорд. 27 травня 2025. Процитовано 27 травня 2025.
3. 1 2 3 4  Kami Rita Sherpa scales Mt Everest for 30th time breaking own record. The Himalayan Times. 22 травня 2024. Процитовано 22 травня 2024.
4. 1 2 3  Sherpa Kami Rita scales Mount Everest for 29th time, extending his own record. NBC News. 13 травня 2024. Процитовано 13 травня 2024.
5. 1 2 3  Sherpa guide Kami Rita climbs Everest for record 22nd time. Associated Press. 16 травня 2018 — через www.theguardian.com.
6. ↑  Kami Rita Sherpa scales Mt. Everest 23 times.
7. ↑  Nepalese Kami Rita Sherpa scales Mount Everest for record 21 times. The Financial Express (амер.). 27 травня 2017. Процитовано 27 травня 2017.
8. ↑  Nepalese Sherpa scales Everest for record 21 times. The Tribune. India. PTI. 28 травня 2017. Процитовано 23 квітня 2022.
9. ↑  Gurubacharya, Binaj. Sherpa climber scales Mount Everest for a record 23rd time. chicagotribune.com.
10. ↑  Kami Rita Sherpa scales Mt Everest for record 22 times. The Himalayan Times. Процитовано 1 серпня 2023.
11. ↑  Sherpa eyes record-breaking 22nd Everest climb. Gulf Times. Процитовано 1 серпня 2023.
12. ↑  This veteran Sherpa is trying to reach the top of Everest for a record-breaking 22nd time. The Independent. 11 квітня 2018.
13. ↑  Most ascents of 8,000ers. Guinness World Records. guinnessworldrecords.com. 7 травня 2022. Процитовано 18 травня 2023.
14. 1 2 3  Gurubacharya, Binaj (23 травня 2023). Sherpa guide Kami Rita scales Mount Everest for a record 28th time. AP News. Процитовано 23 травня 2023.
15. 1 2 3  Sangam Prasain (14 травня 2024). Kami Rita summits Everest 29th time, eyes yet another climb this season. The Kathmandu Post. Процитовано 14 травня 2024.
16. 1 2 3 4  This veteran Sherpa is trying to reach the top of Everest for a record-breaking 22nd time. The Independent (англ.). 11 квітня 2018. Процитовано 23 травня 2019.
17. 1 2  Everest climber Kami Rita returns to break his own world record. www.efe.com (англ.). Процитовано 23 травня 2019.
18. 1 2 3  Sherpa eyes record-breaking 22nd Everest climb. Gulf-Times. 12 травня 2018. Процитовано 23 травня 2019.
19. ↑  Will Everest's Climbing Circus Slow Down After Disasters?. National Geographic News. 13 травня 2015. Архів оригіналу за 15 травня 2015. Процитовано 23 травня 2019.
20. ↑  One-Third Of Everest Deaths Are Sherpa Climbers. NPR. 14 квітня 2018. Процитовано 17 травня 2019.
21. 1 2  Why is Mount Everest running out of Sherpa guides?. SBS Your Language (англ.). Процитовано 23 травня 2019.
22. ↑  Arnette, Alan (15 травня 2019). Kami Rita Sherpa Just Broke His Own Everest Record. Outside Online (англ.). Процитовано 23 травня 2019.
23. ↑  Sherpa to make record 22nd Everest bid (брит.). 31 березня 2018. Процитовано 23 травня 2019.
24. ↑  Kami Rita Sherpa scales Mt Everest for record 22 times. The Himalayan Times (амер.). 16 травня 2018. Процитовано 23 травня 2019.
25. 1 2  Callaghan, Anna (16 травня 2018). Kami Rita Summits Everest for 22nd Time. Outside Online (англ.). Процитовано 23 травня 2019.
26. ↑  Felicitations to Kami Rita Sherpa and Collaboration on his Everest Story Trek 2019. www.brijcement.com. Процитовано 23 травня 2019.
27. ↑  Sherpa guide scales Mount Everest for record 25th time. AP News. 7 травня 2021. Процитовано 14 травня 2021.
28. 1 2  Nepal's Kami Rita Sherpa climbs Mount Everest for 26th time to set new world record. newsonair.gov.in. 8 травня 2022. Процитовано 4 липня 2022.
29. ↑  Gurubacharya, Binaj (17 травня 2023). Sherpa guide regains title for most climbs of Mount Everest after 27th trip. Portland Press Herald. Архів оригіналу за 18 травня 2023. Процитовано 17 травня 2023.
30. ↑  Pa Dawa equalizes world record with Kami Rita scaling Everest twice this season. The Himalayan Times. 22 травня 2023. Процитовано 22 травня 2023.
31. ↑  Everest Expedition. Adventure Consultants. Процитовано 13 травня 2019.
32. ↑  Leadership. Thames Sherpa Fund. 1 березня 2016. Процитовано 17 травня 2014.
33. ↑  Everest bears witness to several new records today. dreamwanderlust.com. 16 травня 2018.
34. ↑  Meet Kami Rita Sherpa, who is on his way to create history by scaling Everest 22 times. dreamwanderlust.com. 14 квітня 2018.
35. ↑  Kami Rita Sherpa breaks his own world-record again, scales Everest for 24th time today. dreamwanderlust.com. 21 травня 2019.
36. ↑  Kami Rita Sherpa breaks his own record with 25th ascent to Mt Everest. khabarhub.com. 7 травня 2021. Процитовано 4 липня 2022.
37. ↑  Sharma, Gopal (17 травня 2023). Nepali sets Everest record with 27 ascents, Briton makes most summits by a foreigner. Reuters (англ.). Процитовано 17 травня 2023.